# Claudia Hämmerling

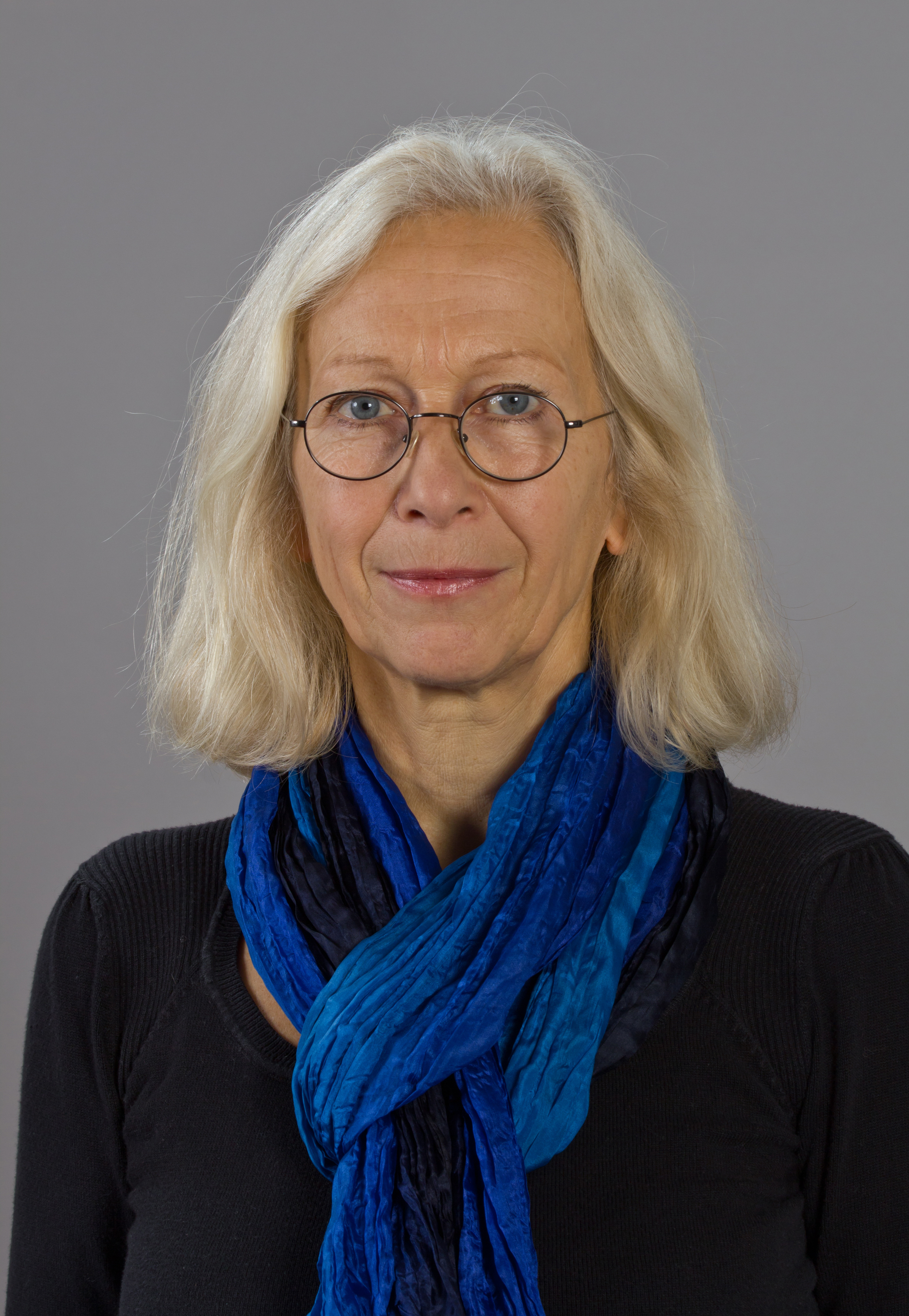
Claudia Hämmerling, 2013

Claudia Hämmerling (* 23. September 1954 in Woltersdorf) ist eine deutsche Politikerin (Bündnis 90/Die Grünen). Sie war von 1995 bis 2016 Mitglied im Abgeordnetenhaus von Berlin.

## Leben
Die in Berlin-Blankenburg aufgewachsene Hämmerling machte 1973 Abitur. An der Humboldt-Universität Berlin erwarb sie 1977 das Diplom als Lehrerin für Sport und Geographie und unterrichtete anschließend bis 1986 in Berlin-Pankow. Von 1991 bis 1992 war sie Mitarbeiterin im Umweltamt Pankow. Hämmerling ist verheiratet und hat zwei Söhne. Seit 2016 lebt sie in Thüringen.

## Politik
Hämmerling ist 1989 über die Bürgerrechtsbewegung der DDR zum Neuen Forum gekommen und war von 1990 bis 1992 in der Bezirksverordnetenversammlung Berlin-Weißensee Fraktionssprecherin und Vorsitzende des Umweltausschusses.
Als Mitglied von Bündnis 90 kam Hämmerling bei der Vereinigung 1993 zu Bündnis 90/Die Grünen.
Sie war von 1992 bis 1995 Bezirksstadträtin für Soziales und Stellvertretende Bezirksbürgermeisterin in Weißensee.
Im Jahr 1995 wurde sie in das Berliner Abgeordnetenhaus gewählt, dem sie bis 2016 angehörte. Von 1997 bis 1999 war sie Ausschussvorsitzende für Stadtentwicklung, Umweltschutz und Technologie und von 2001 bis 2002 Stellvertretende Fraktionsvorsitzende. In der 16. Wahlperiode war sie Mitglied des Präsidiums und Mitglied des Ausschusses für Stadtentwicklung und Verkehr. Des Weiteren war sie verkehrs- und tierschutzpolitische Sprecherin der Fraktion Bündnis 90/Die Grünen. In der 17. Wahlperiode war sie Mitglied des Sportausschusses.
Seit 2016 ist Claudia Hämmerling als Autorin von Kinderbüchern tätig. Seit 2017 ist sie zweite Vorsitzende des Berliner Tierschutzvereins.

## Veröffentlichungen (Kinderbücher)
- Aufstand der Wildtiere – Ein Tierschutzabenteuer mit Maxi und Wutz. tredition, 2016, ISBN 978-3-7323-7665-0.
- Labormaus Minnie hat es satt – eine Tierschutzgeschichte für Groß und Klein. tredition 2016, ISBN 978-3-7345-4214-5.